# ملعب الراين
ملعب راين شتاديون (بالألمانية: Rheinstadion)، هو ملعب متعدد الأغراض يقع في دوسلدورف، ألمانيا. بني بالقرب من نهر الراين عام 1926 وكان يتسع لـ 54 ألف متفرج في ذروته.
كان ملعب الراين هو الملعب الرئيس لفريق فورتونا دوسلدورف في الفترة من 1953 إلى 1970 ومرة أخرى من 1972-2002. استخدم خلال كأس العالم لكرة القدم 1974 وبطولة أمم أوروبا 1988. في عام 1995، استأجر نادي راين فاير التابع للرابطة العالمية لكرة القدم الأمريكية الملعب في موسمه الافتتاحي. استضاف الملعب أيضا بطولات World Bowl '99 و World Bowl X .
هدم الملعب في صيف عام 2002، بعد مباراة بطولة World Bowl X، وتم استبداله بملعب مركور شبيل أرينا في عام 2004.